# Madière
Madière (okzitanisch Madièra) ist eine französische Gemeinde mit 272 Einwohnern (Stand 1. Januar 2022) im Département Ariège in der Region Okzitanien. Sie gehört zum Arrondissement Pamiers und zum Kanton Pamiers-1.
Sie grenzt im Norden an Saint-Michel, im Nordosten an Escosse, im Osten an Pamiers, im Südosten an Saint-Victor-Rouzaud, im Süden an Montégut-Plantaurel, im Südwesten an Monesple und im Westen an Pailhès. An der östlichen Gemeindegrenze verläuft das Flüsschen Estrique, in den hier auch sein Zufluss Estrique de Madière einmündet.

## Bevölkerungsentwicklung
| Jahr                       | 1962 | 1968 | 1975 | 1982 | 1990 | 1999 | 2008 | 2016 |
| -------------------------- | ---- | ---- | ---- | ---- | ---- | ---- | ---- | ---- |
| Einwohner                  | 227  | 208  | 170  | 158  | 172  | 184  | 203  | 196  |
| Quellen: Cassini und INSEE |      |      |      |      |      |      |      |      |